# Гіббс (гора)
Гора Гіббс (англ. Mount Gibbs) розташована в горах Сьєрра-Невада в американському штаті Каліфорнія, за 3 км на північ від гори Дана. Гора названа за іменем Олівера Волскотта Гіббса, професора мінералогії Гарвардського університету. Вершина розташована на межі Національного парку Йосеміті та Національного лісу Інйо.
До вершини можна дістатися або із заходу, починаючи з Тіога-Пасс-роуд, або зі сходу, через Кривавий каньйон від початку стежки біля озера Уокер. Ночівля в кемпінгу заборонена на західній стороні гори, яка є частиною захищеного вододілу Дана Медоуз і перевал Тіога. Влітку на горі лише уривчастий сніг, на північному схилі. Найпростіший підйом — хребтом, що тягнеться на захід від вершини; є крутий відрізок пухкої, нестійкої скелі, що веде до пологого хребта, який утворює вершину гори. Незважаючи на те, що верхівка знаходиться над лінією дерев, є деяка рідкісна рослинність, у тому числі польові квіти. Вид на озеро Моно з вершини частково закритий відслоненням на північному сході.